# CFB Bagotville
CFB Bagotville (IATA: YBG, ICAO: CYBG) este un aeroport din Saguenay⁠(d), Saguenay–Lac-Saint-Jean⁠(d), Provincia Québec, Canada ce deservește zona Saguenay⁠(d). A fost deschis în 1941.
Situat la o altitudine de 159 m, aeroportul dispune de o singură pistă. Este operat de Department of National Defence⁠(d).